# Supervulcão

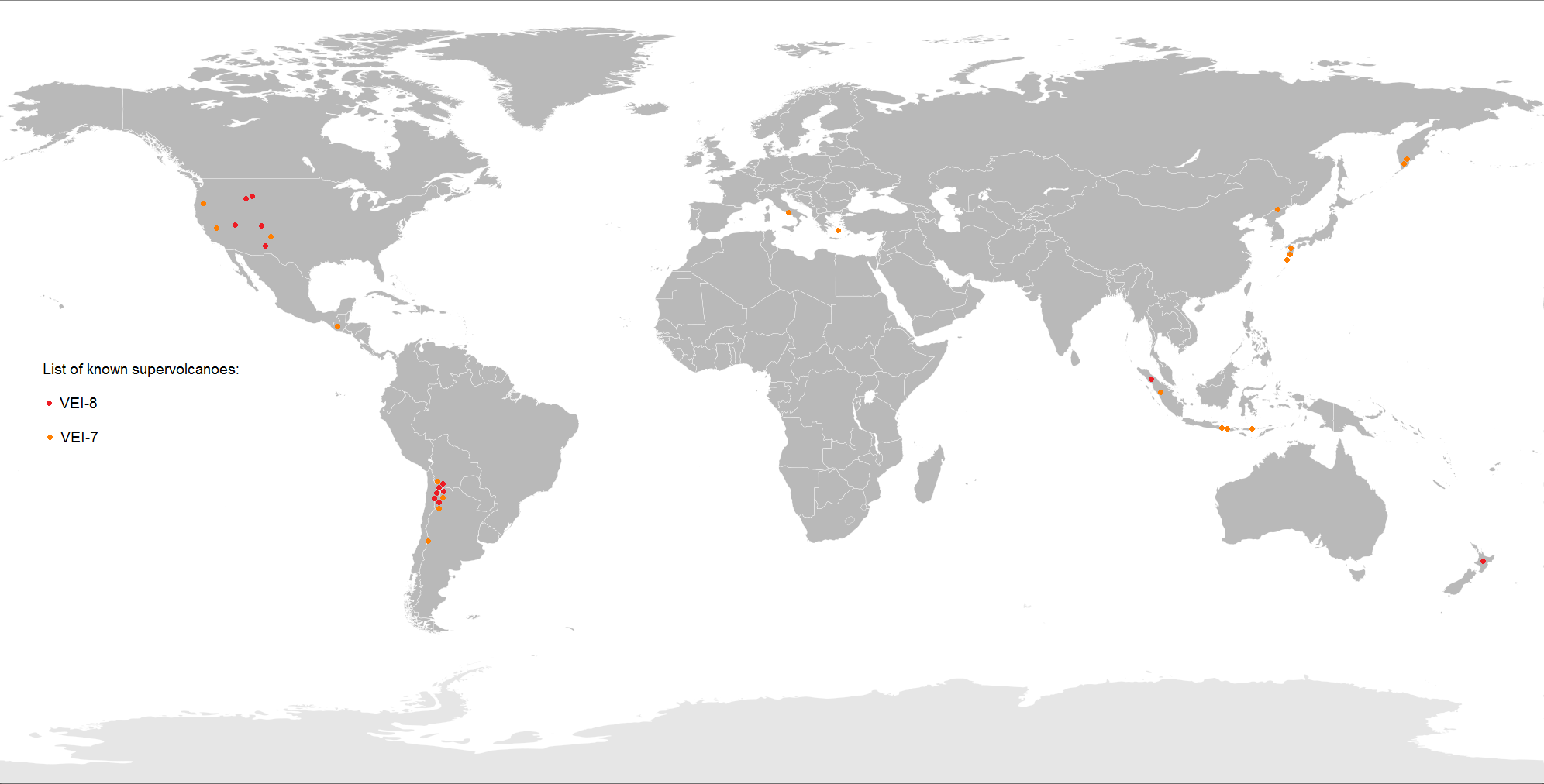
Mapa de supervulcões conhecidos em todo o mundo:
Índice de Explosividade Vulcânica (IEV) 8
Índice de Explosividade Vulcânica (IEV) 7

Um supervulcão refere-se a um vulcão que produz os maiores e mais volumosos tipos de erupções na Terra; são vulcões com potencial de gerar catástrofes globais e extinção em massa; entretanto o volume total de magma expelido dessas erupções varia.
O termo foi originalmente cunhado pelos produtores do programa científico popular da BBC, Horizon, em 2000 para se referir a esses tipos de erupções. Essa investigação trouxe o assunto ao público, levando a estudos mais aprofundados dos possíveis efeitos.
A princípio, supervulcão não era um termo técnico utilizado em vulcanologia, mas mais recentemente, desde 2003 e 2004, o termo tem sido usado em artigos. Embora não exista nenhuma definição exata do tamanho mínimo para um "supervulcão", existem pelo menos dois tipos de erupção vulcânica que tem sido identificadas como supervulcão: erupções massivas e grandes províncias eruptivas (sigla em inglês LIP de large igneous province) que provocaram mudanças radicais no clima mundial, estando provavelmente associado a grandes extinções.
Análises geológicas e por satélite demonstraram que os supervulcões formam grandes caldeiras, que após a explosão se parecem mais como crateras; ao contrário dos vulcões comuns que possuem normalmente domo em forma de cone devido ao acúmulo gradativo de lava expelida pelo topo.
As crateras formadas por supervulcões são enormes e podem ter algumas dezenas de quilometros de extensão, algumas sendo percebidas apenas por imagens de satélite. Tais crateras se formaram após grandes explosões que ejetaram na forma de cinzas vulcânicas volumes de até milhares de km3 de rocha derretida.  Após a explosão e liberação do magma, o topo da caldeira normalmente colapsa, formando uma cratera gigantesca. Também são características das LIPs os Trapps de basalto como os dos Trapps siberianos na Rússia.

## Supervulcões

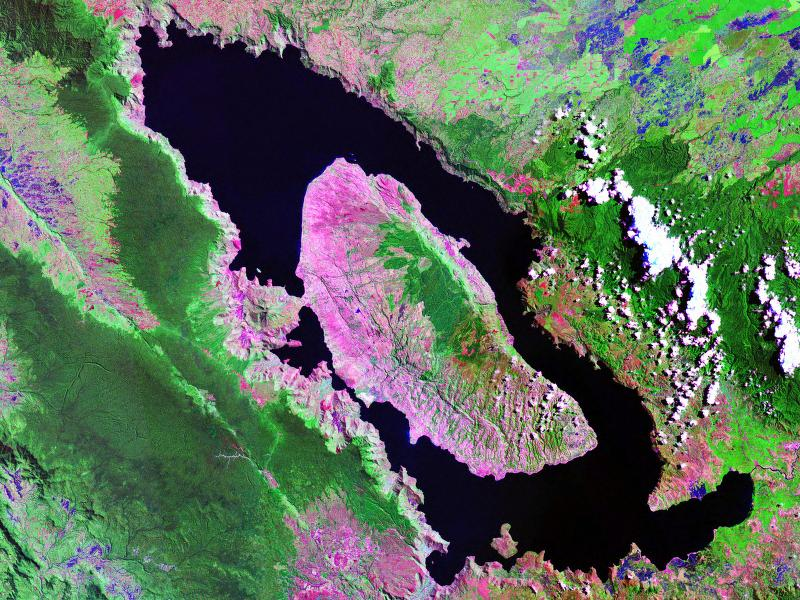
Imagem de satélite do Lago Toba, Indonésia.

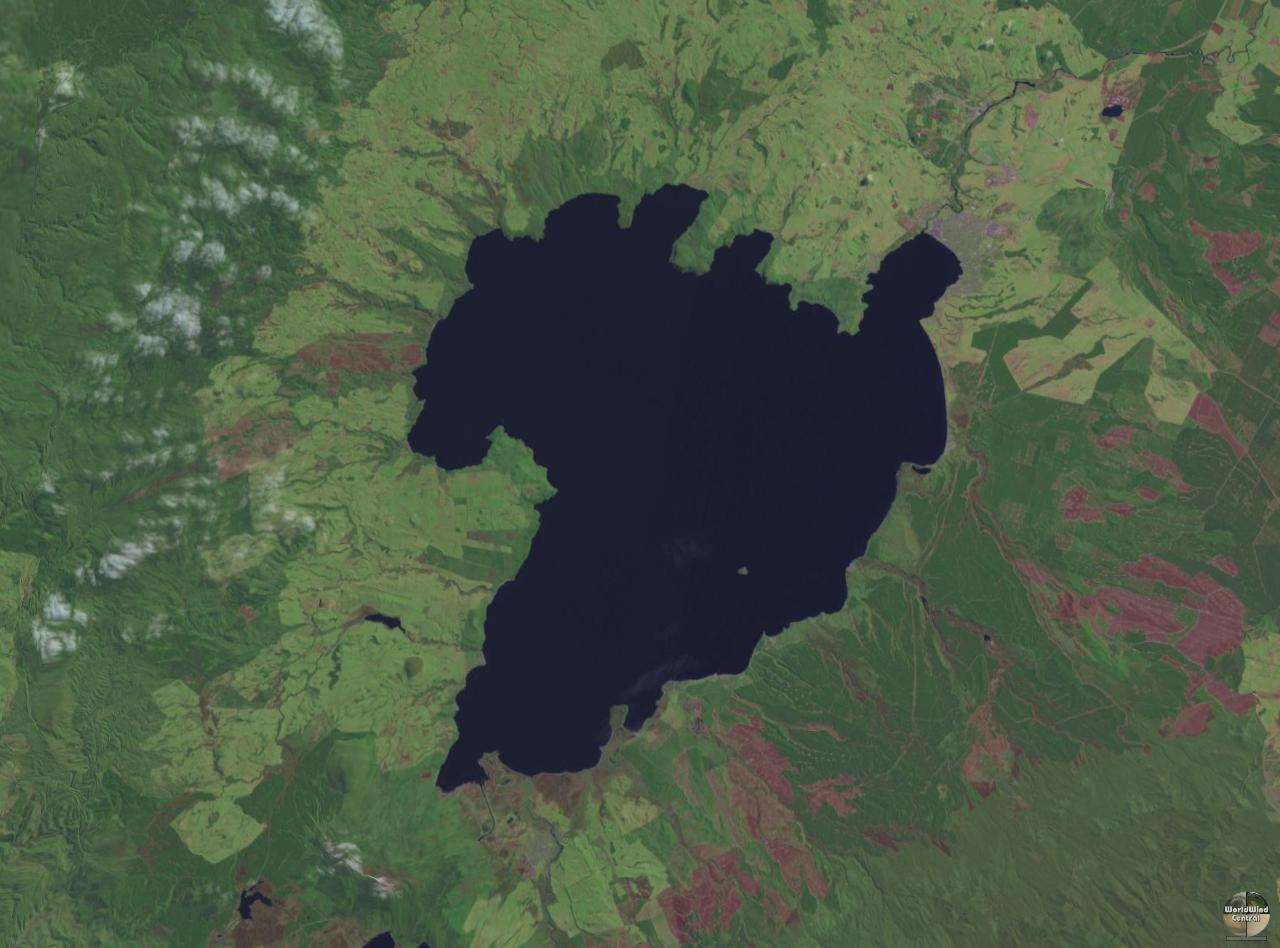
Imagem de satélite do Lago Taupo, Nova Zelândia.

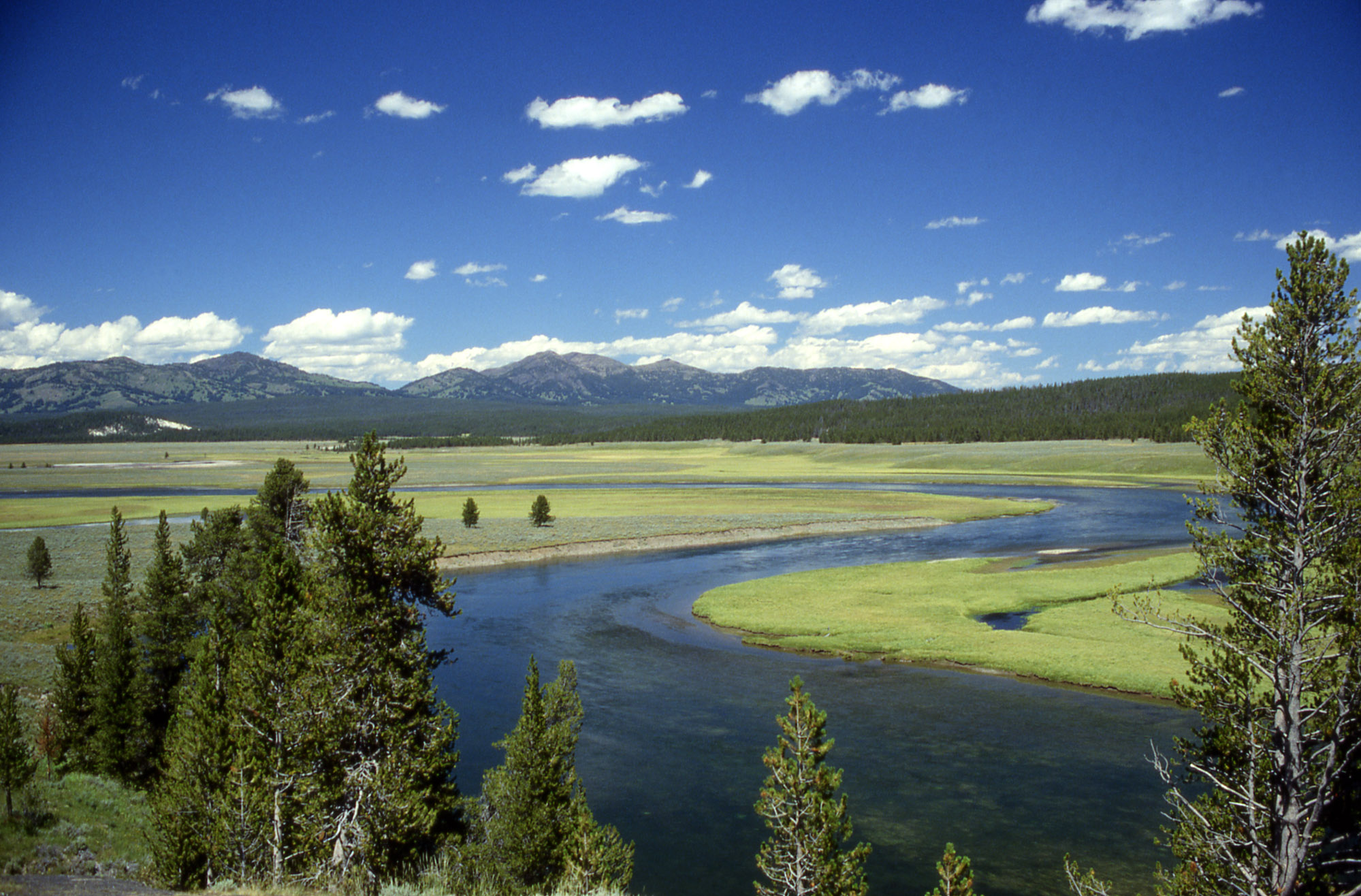
Imagem de Yellowstone, Estados Unidos.

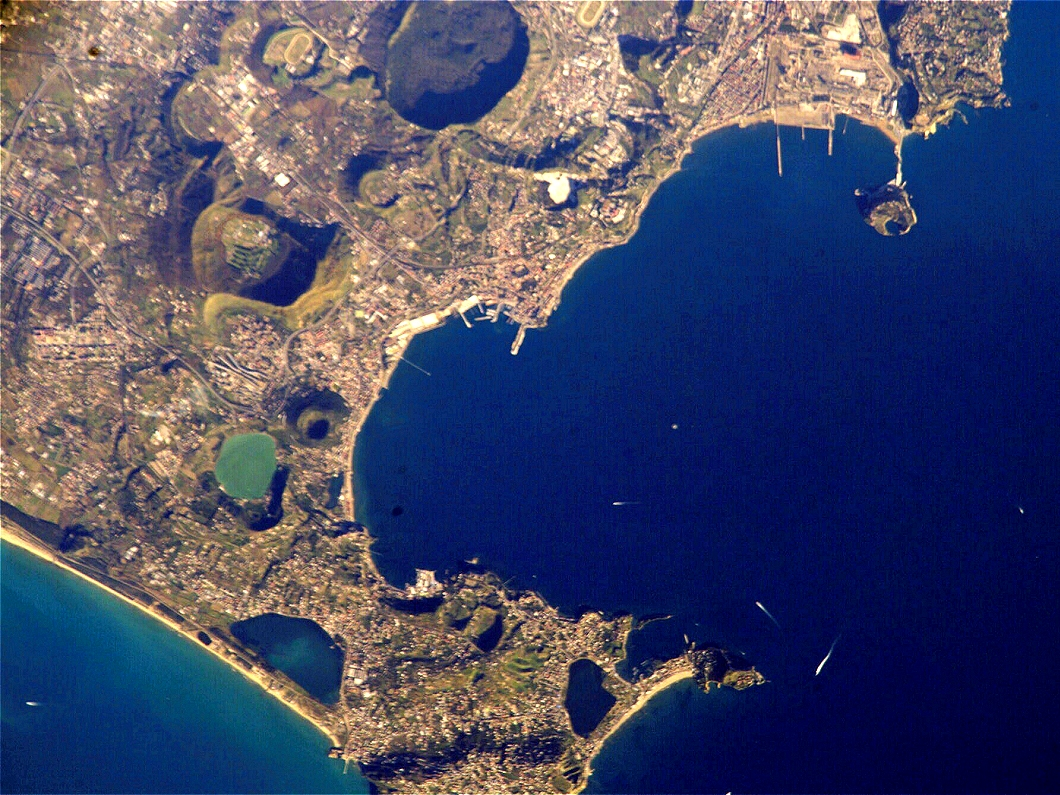
Imagem de satélite de Campos Flégreos, Itália.

### IEV 8
| Nome                    | Zona                               | Localização                   | Notas                                      | Anos atrás (aprox.) | Volume expelido (aprox.) | Referência  |
| ----------------------- | ---------------------------------- | ----------------------------- | ------------------------------------------ | ------------------- | ------------------------ | ----------- |
| La Garita               | Campo vulcânico San Juan           | Colorado, Estados Unidos      |                                            | 27.800.000          | 5.000 km3                |             |
| Lago Toba               | Lago Toba, Sumatra Setentrional    | Indonésia, Sumatra            | Produziu 2200–4400 toneladas de H2SO4.     | 74.000              | 2.800 km3                | [ 3 ] [ 4 ] |
| Caldeira de Yellowstone | Parque Nacional de Yellowstone     | Idaho/Wyoming, Estados Unidos |                                            | 2.100.000           | 2.500 km3                | [ 5 ]       |
| Atana Ignimbrite        | La Pacana                          | Norte do Chile                | Parte do complexo vulcânico Altiplano–Puna | 4.000.000           | 2.500 km3                | [ 6 ]       |
| Taupo Nui a tia         | Zona Vulcânica de Taupo            | Ilha do Norte, Nova Zelândia  | Whakamaru Ignimbrite/Mount Curl Tephra     | 340.000             | 2.000 km3                | [ 7 ]       |
| Caldeira de Yellowstone | Parque Nacional de Yellowstone     | Idaho, Estados Unidos         | Kilgore Tuff                               | 4.500.000           | 1.800 km3                | [ 8 ]       |
| Caldeira de Yellowstone | Parque Nacional de Yellowstone     | Idaho, Estados Unidos         | Blacktail Tuff                             | 6.000.000           | 1.500 km3                | [ 8 ]       |
| Cerro Guacha            | Complexo vulcânico Altiplano–Puna  | Bolívia                       | Duas erupções menores identificadas        | 5,700,000           | 1,300 km3                | [ 9 ]       |
| Caldeira Mangakino      | Zona Vulcânica de Taupo            | Nova Zelândia                 | Kidnappers eruption                        | 1.080.000           | 1.200 km3                | [ 10 ]      |
| Erupção Oruanui         | Zona Vulcânica de Taupo            | Nova Zelândia                 | Lago Taupo                                 | 26.500              | 1.170 km3                |             |
| Cerro Galán             | Zona Vulcânica do Centro dos Andes | Catamarca, Argentina          |                                            | 2.500.000           | 1.050 km3                |             |
| Caldeira de Yellowstone | Parque Nacional de Yellowstone     | Wyoming, Estados Unidos       | Lava Creek Tuff                            | 640.000             | 1.000 km3                | [ 5 ]       |

Com base em estatísticas incompletas, pelo menos 60 erupções IEV 8 já foram identificadas.